# Little Totham
Little Totham är en by och en civil parish i Maldon i Essex i England. Orten har 372 invånare (2001).